# Cheap Thrills
Cheap Thrills, ett musikalbum av Big Brother and the Holding Company släppt i augusti 1968, mestadels innehållande acid rock och blues. 
Albumet var Janis Joplins (som då sjöng i gruppen) stora genombrott, och det som gjorde henne till stjärna. Albumet var ett av de mest framgångsrika från 1968 och låg totalt åtta veckor som nummer ett på Billboards albumlista. Låten "Piece of My Heart", en av Joplins mest kända, blev som bäst 12:a på singellistan. 
År 1999 gavs en ny utgåva av albumet ut som innehöll två outgivna tagningar och två liveinspelningar från mars 1968. 
Det karikerade omslaget var designat av serietecknaren Robert Crumb.

## Låtlista
1. "Combination of the Two" (Sam Andrew) - 5:47
2. "I Need a Man to Love" (Sam Andrew/Janis Joplin) - 4:54
3. "Summertime" (George Gershwin/Ira Gershwin/Dubose Heyward) - 4:00
4. "Piece of My Heart" (Bert Berns/Jerry Ragovoy) - 4:15
5. "Turtle Blues" (Janis Joplin) - 4:22
6. "Oh, Sweet Mary" (Peter Albin/Sam Andrew/David Getz/James Gurley/Janis Joplin) - 4:16
7. "Ball and Chain" (Big Mama Thornton) - 9:37 
Bonusspår på nyutgåva
8. "Road Block" (Peter Albin/Janis Joplin) - 5:33
9. "Flower in the Sun" (Sam Andrew) - 3:05
10. "Catch Me Daddy" (Peter Albin/Sam Andrew/David Getz/James Gurley/Janis Joplin) - 5:31
11. "Magic of Love" (Mark Spoelstra) - 3:58